# Краснопахорский сельский округ
Краснопахорский сельский округ — упразднённая административно-территориальная единица, существовавшая на территории Подольского района Московской области в 1994—2006 годах.
Краснопахорский сельсовет был образован в первые годы советской власти. По данным 1919 года он входил в состав Краснопахорской волости Подольского уезда Московской губернии.
В 1926 году Краснопахорский с/с включал 1 населённый пункт — деревню Красная Пахра.
В 1929 году Краснопахорский сельсовет вошёл в состав Краснопахорского района Московского округа Московской области.
17 июля 1939 года к Краснопахорскому с/с были присоединены селения Варварино и Юрово упразднённого Варваринского с/с, а также Софьинский с/с (селения Дерибрюхово, Колотилово, Красное, Подосинки, Раево, Софьино и Страдань).
4 июля 1946 года Краснопахорский район был переименован в Калининский.
16 января 1950 года из Краснопахорского с/с в состав р.п. Троицкий были переданы посёлок Института земного магнетизма и территория больницы им. Семашко.
14 июня 1954 года к Краснопахорскому с/с были присоединёны Полянский и Чириковский с/с.
22 июня 1954 года из Краснопахорского с/с в Бабенский были переданы селения Ворсино, Никольское и Филино.
10 ноября 1954 года из Краснопахорского с/с в Клёновский с/с Подольского района было передано селение Товарищево.
7 декабря 1957 года Калининский район был упразднён и Краснопахорский с/с вошёл в Ленинский район.
1 февраля 1958 года Краснопахорский с/с был передан в Подольский район.
1 февраля 1963 года Подольский район был упразднён и Краснопахорский с/с вошёл в Ленинский сельский район.
30 июня 1964 года из Троицкого с/с в Краснопахорский было передано селение Кузенево.
11 января 1965 года Краснопахорский с/с был возвращён в восстановленный Подольский район.
30 мая 1978 года в Краснопахорском с/с было упразднено селение Малинки.
19 марта 1982 года из Краснопахорского с/с в Щаповский было передано селение Кузенево.
22 января 1987 года в Краснопахорском с/с были упразднены селения Дыбино и Студенцы.
3 февраля 1994 года Краснопахорский с/с был преобразован в Краснопахорский сельский округ.
В ходе муниципальной реформы 2004—2005 годов Краснопахорский сельский округ прекратил своё существование как муниципальная единица. При этом все его населённые пункты были переданы в сельское поселение Краснопахорское.
29 ноября 2006 года Краснопахорский сельский округ исключён из учётных данных административно-территориальных и территориальных единиц Московской области.